# Obligation d'information en droit français
Pour un article plus général, voir Obligation d'information.
En droit français, l'obligation générale d'information est une obligation juridique (Cass. Civ 3ème., 21 juill. 1993) selon laquelle tout professionnel vendeur de biens ou prestataire de services doit, avant la conclusion d'un contrat, mettre le consommateur en mesure de connaître les caractéristiques essentielles du bien ou du service. Elle apparaît dans un grand nombre de professions.
Cette obligation générale d'information apparaît au tout début du code de la consommation, dans le livre Ier (information des consommateurs et formation des contrats), titre Ier (information des consommateurs), chapitre Ier (obligation générale d'information). Le non-respect d'une obligation d'information pré-contractuelle sera alors sanctionné sur le terrain de la responsabilité civile extra-contractuelle, mais seulement si le contrat s'est réalisé.

## La phase pré-contractuelle
Dans la phase pré contractuelle de chaque contrat, il existe une partie forte(professionnel) et une partie faible (profane), la partie forte étant celle qui peut être détentrice de l'information essentielle à son cocontractant.
L'obligation d'information est une obligation qui permet de garantir la qualité du consentement, au même titre que la réflexion pendant la phase pré contractuelle de la conclusion d'un contrat, en effet, la lucidité du consentement est une des exigences du législateur. Ce consentement peut n'être lucide que si chacune des parties est capable de mesurer précisément le contenu et la portée de son engagement, cela passe par l'information dans le cadre des négociations pré contractuelles. Le contractant  se doit de transmettre l’information qu’il sait déterminante pour la conclusion du contrat s’il ne veut pas s’exposer à la sanction de nullité, quand bien  même cette information aurait trait à la valeur et même si l’erreur du cocontractant serait inexcusable.
Il est évident qu'un individu informé sera mieux à même de défendre ses intérêts. Le législateur, à l'article 1112-1 du Code Civil va mettre en œuvre une obligation pré contractuelle d'information issue du droit de la consommation, qui lui, prévoyait déjà des lois :
« Celle des parties qui connaît une information dont l'importance est déterminante pour le consentement de l'autre doit l'en informer dès lors que, légitimement, cette dernière ignore cette information ou fait confiance à son cocontractant.
Néanmoins, ce devoir d'information ne porte pas sur l'estimation de la valeur de la prestation.
Ont une importance déterminante les informations qui ont un lien direct et nécessaire avec le contenu du contrat ou la qualité des parties.
Il incombe à celui qui prétend qu'une information lui était due de prouver que l'autre partie la lui devait, à charge pour cette autre partie de prouver qu'elle l'a fournie.
Les parties ne peuvent ni limiter, ni exclure ce devoir.
Outre la responsabilité de celui qui en était tenu, le manquement à ce devoir d'information peut entraîner l'annulation du contrat dans les conditions prévues aux articles 1130 et suivants ».
Auparavant, antérieurement à la réforme du droit des contrats en date du 1er octobre 2016, aucun article ne consacrait le principe de l'obligation d'information, laquelle découlait implicitement du principe de bonne foi présent dans toutes les phases de formation des contrats. Ainsi donc, cette obligation d'information est intrinsèquement liée à l'exigence de bonne foi au titre de l'article 1112 du Code civil instauré par l'ordonnance du 10 février 2016.
Une partie est alors tenue d'informer, néanmoins cela ne doit pas se faire de manière excessive qui aurait alors pour conséquence de "noyer" l'intéressé (Cass 1re, 18 oct. 1994).
La personne qui détient une information n'est tenue d'informer que si :
-         « Connaît une information dont l’importance est déterminante pour le consentement de l’autre », cependant, aucune information n’est due sur l’estimation de la vraie valeur de la prestation (Civ, 3ème., 17 janv. 2007), ni sur les faiblesses ou les atouts des concurrents. L'arrêt de principe posant la règle selon laquelle l'acheteur, même s'il s'agit d'un professionnel, n'est pas tenu par l'obligation d'information quant à la valeur de la chose achetée est celui rendu par la première chambre civile de la Cour de cassation le 3 mai 2000, n°98-11381, "Baldus". La confirmation de l'exception à la jurisprudence Baldus: la jurisprudence Vilgrain.
-         Seulement quand l’autre partie se trouve en situation d’ignorance légitime (cette personne ne doit pas pouvoir être en possession de l'information, elle ne pouvait accéder à l’information déterminante en s’informant, les faits ou la règle de droit n'est pas de la connaissance de tous) ou de confiance légitime (circonstance particulière l’autorisant à se reposer entièrement sur le détenteur de l’information : obligation de loyauté renforcée).
On appelle créancier d'une obligation d'information toute personne qui ne peut connaître l'information, soit car elle est jugée technique, soit parce qu'elle est liée par un rapport de confiance à l'autre partie, et attend que celle-ci lui délivre l'information qui éclairera son consentement. La partie qui prétend qu'une information lui est due devra le prouver, également, la partie détenteur de l'information devra prouver qu'elle l'a fournie: c'est le dédoublement de la charge de la preuve qui se trouve à l'article 1112-1 du Code civil (Civ 1ère, 25 fév. 1997).
L'information nécessaire à l'autre partie pour que son consentement soit lucide est celle "dont l'importance est déterminante pour le consentement de l'autre", généralement c'est l'information qui portera sur la chose ou sur le prix, il est nécessaire que la chose soit suffisamment décrite et déterminée, à défaut, le contrat pourra être annulé, en ce point la vigilance des contractants se voit défiée. Dans un arrêt rendu par la première chambre civile de la Cour de cassation le 18 octobre 1994, il est jugé que la clause était insuffisamment précise, elle annule donc le contrat. Il faut donc que l'objet soit défini le plus précisément possible car l'objet n'est pas toujours matériel.
Une fois le contrat formé, le professionnel doit informer le consommateur, il doit aussi l’informer sur le délai de rétractation (droit de la consommation), que le droit civil se contente de rappeler à l’Article 1122 du Code Civil.
Grimaldi, se positionne sur l’obligation d’information, et ce, en trois points, il considère qu'il ressort de cette obligation d'information, deux obligations distinctes et non pas une. Par ailleurs, Grimaldi distingue une obligation précontractuelle d'information expresse et une obligation précontractuelle d'information implicite (C. Grimaldi, « Quand une obligation d’information en cache une autre : inquiétudes à l’horizon… », D. 2016, p. 1009.)

## Vices du consentement et protection du cocontractant
Le consentement doit être donné de manière éclairée, toutes les informations doivent être données à celui qui doit acheter. Dans le cas contraire, il peut être vicié. Ce consentement fera l'objet de deux protections : protection préventive (obligation d'information) et protection curative (curare = soigner), cela consiste à revenir sur le consentement donné.
>        Protection préventive à travers l'obligation d'information mise à la charge des contractants : s'ils n'ont pas toute l'information, ou aucune information sur le prix, le consentement est vicié.
>        Protection curative à travers la théorie des vices du consentement : vices qui viennent perturber le consentement : l'erreur (avoir pris ce qui était faux pour vrai), le dol (par des manœuvres frauduleuses, le mensonge ou encore par la réticence dolosive), la violence (morale ou physique).
Parfois est aussi incluse la lésion (disproportion entre la chose et le prix).
Se situant dans la phase précontractuelle, le non-respect de cette obligation d'information peut conduire à la mise en œuvre de la responsabilité extracontractuelle du détenteur de l'information. La sanction peut être la nullité du contrat, notamment dans le cadre des vices du consentement, en effet, si l'une des parties retient cette information, il s'agit d'un dol (dissimulation intentionnelle par l'un des contractants d'une information déterminante pour l'autre partie, voir arrêt: Cass. Civ 1ère., 15 mai 2002).

## Dans les technologies de l'information et de la communication
L'obligation d'information comprend plusieurs volets :
- Le devoir de renseignement

Afin que le prestataire de services puisse bien remplir son devoir de renseignement, il est très important qu'il dispose d'un cahier des charges précis, recensant les attentes et les besoins concrets du client sur son système d'information.
En l'absence d'un tel document, le prestataire est bien inspiré de procéder, en collaboration avec le client, à la rédaction de son cahier des charges.
- Le devoir de mise en garde

Le prestataire informatique est tenu d'attirer l'attention de son client sur les éventuelles erreurs que celui-ci aurait pu commettre ainsi que sur les risques, problèmes, contraintes ou limites que peuvent engendrer les différentes opérations envisagées (Cass. Civ 1ère., 14 déc. 1982).
- Le devoir de conseil

Avant la conclusion d'un contrat, l'obligation d'information impose au prestataire informatique d'orienter les choix de son client, de lui indiquer la voie la plus adéquate. Le prestataire informatique est ainsi tenu de s'impliquer personnellement dans l'analyse des besoins de son client pour lui proposer une solution pertinente, efficace et conforme à ses attentes (Cass Civ 1ère., 5 déc. 1995).
- Le devoir de confidentialité pré contractuel Il existe par ailleurs un devoir pré contractuel de confidentialité instauré par le législateur qui interdit au négociateur de divulguer ou d’utiliser sans autorisation, une information confidentielle obtenue à l’occasion des négociations, ce devoir se voit encadré à l'article 1112-1 du Code civil, par exemple, afin qu'un secret de fabrication ne se voit pas révélé lors des négociations, d’où l’intérêt de conclure des accords de confidentialité ou de négociation 1112-2 Code Civil.